# Evangelische Kirche (Seulberg)

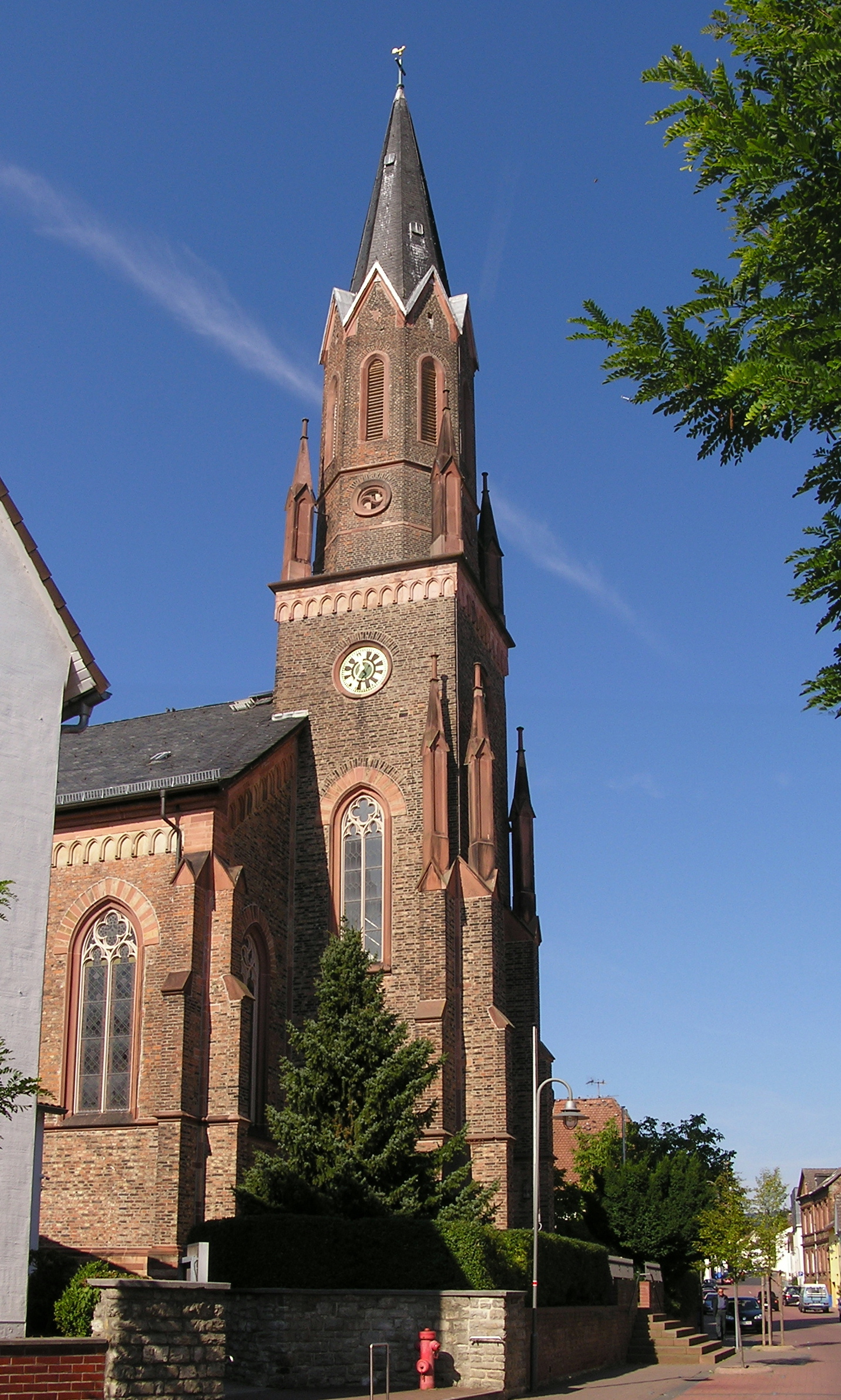
Evangelische Kirche (Seulberg)

Die Evangelische Kirche Seulberg ist ein denkmalgeschütztes Kirchengebäude, das in Seulberg steht, einem Stadtteil von Friedrichsdorf im Hochtaunuskreis in Hessen. Die Kirche gehört zu den Kirchengemeinden im Vordertaunus des Dekanats Hochtaunus in der Propstei Rhein-Main der Evangelischen Kirche in Hessen und Nassau.

## Beschreibung
Die Grundsteinlegung der neugotischen Saalkirche aus Backsteinen nach einem Entwurf von Heinrich Christian Holler fand am 19. September 1862 statt. Ihre Wände werden von Strebepfeilern gestützt. Das Kirchenschiff hat im Südwesten einen eingezogenen polygonalen Schluss. Der Kirchturm im Nordosten hat einen quadratischen Grundriss, sein oberstes Geschoss, das von Fialen an den Ecken flankiert wird, ist achteckig. Hinter seinen Klangarkaden befindet sich der Glockenstuhl, in dem drei Kirchenglocken hängen, davon eine 1838 von Ph. Bach und zwei 1952 von Friedrich Wilhelm Schilling in leichter Rippe gegossen. Bedeckt ist der Kirchturm mit einem achtseitigen, schiefergedeckten Spitzhelm. 
Die Kirchenausstattung stammt aus der Bauzeit. Die Orgel mit 27 Registern, zwei Manualen und einem Pedal wurde 1865 von den Gebrüdern Ratzmann gebaut.